# Musca illingworthi
Musca illingworthi este o specie de muște din genul Musca, familia Muscidae, descrisă de William Hampton Patton în anul 1923. Conform Catalogue of Life specia Musca illingworthi nu are subspecii cunoscute.